# Apteranthes europaea
Apteranthes europaea ist eine Pflanzenart aus der Unterfamilie der Seidenpflanzengewächse (Asclepiadoideae). Die Art kommt aber nicht nur in (Süd-)Europa vor, wie der Name impliziert, sondern auch in Nordafrika und im Nahen Osten.

## Merkmale
Apteranthes europaea ist eine ausdauernde stammsukkulente Pflanze, mit rasig angeordneten Trieben (ssp. europaea) oder niederliegenden, mattenbildenden Trieben mit unterirdischen Ausläufern (ssp. judaica). Die Triebe sind bis etwa 20 cm hoch bzw. lang und 1 bis 2,5 cm im Durchmesser. Sie sind im Querschnitt vierrippig, die Seiten zwischen den Rippen sind deutlich konkav. Die Farbe variiert von grün zu purpurbraun. Die Warzen sind länglich-konisch (ssp. europaea) oder spitz (ssp. judaica). Der  zymöse Blütenstand enthält 5 bis 15 Blüten (ssp. europaea), etwas weniger (bis 12 Blüten) bei der ssp. judaica. Der Stiel des Blütenstands misst bei ssp. europaea 2 bis 3 mm, etwa 1 bis 1,5 mm bei der ssp. judaica. Die fünf Kelchblätter messen 1,5 bis 2 × 1 mm. Die fünfzählige Blütenkrone hat einen Durchmesser von 1,5 bis 2 cm. Sie ist außen grünlich, innen gelblich mit dunkelroten bis violetten Querbändern. Die Form variiert von glockig und trichterförmig bis flach ausgebreitet. Die Kronenröhre ist 1 bis 5 mm tief und glocken- bis schalenförmig; basal umschließt sie die Nebenkrone. Die Kronenzipfel sind annähernd dreieckig und 5 bis 8 mm lang und ungefähr 5 mm breit. Sie sind flach ausgespreizt, die Ränder und die Spitze sind oft stark nach außen gebogen. Die Innenseite kann nahezu unbehaart, aber auch stark mit etwa 1 mm langen, einfachen, purpurfarbenen Haaren versehen sein. Die Nebenkrone misst 3,5 bis 4 mm im Durchmesser. Die interstaminale Nebenkrone ist dunkelviolett, die Fortsätze sind etwa 1,2 bis 2 mm lang, 1 mm breit und gelb gefärbt. Sie sind apikal eingeschnitten und oft angeschwollen. Die staminalen Nebenkronenzipfel sind dunkelbraun und kürzer als die Antheren. Die aufrecht stehenden, stumpfen Antheren sind apikal eingeschnitten oder zweigeteilt.
Die grünen schlanken, 7 bis 8 cm langen Balgfrüchte sind paarig und hornförmig angeordnet. Die Samen weisen an einem Ende ein Büschel weißer Härchen auf.

## Vorkommen und Ökologie
Apteranthes europaea kommt in Italien (Lampedusa), Spanien in den Provinzen Murcia und Almería, Marokko, Algerien, Tunesien, Libyen, Ägypten, Israel und Jordanien vor.
Die Pflanze wächst auf steinigen Böden und Felsspalten an besonnten und heißen Stellen der Garigue. Sie blüht vor allem im Frühjahr zwischen März und April, aber auch im Herbst nach der ersten Herbstregen.

## Systematik
Es werden zwei Unterarten ausgeschieden:
- Apteranthes europaea ssp. europaea; Vorkommen: Italien (Lampedusa), Spanien, Marokko, Algerien, Tunesien, Libyen und Ägypten; Triebe rasig, Warzen länglich-konisch, mit einem etwas längeren Stiel des Blütenstands, die Nebenkrone ist dunkelpurpur
- Apteranthes europaea ssp. judaica; Vorkommen: Israel, Jordanien und (?)Ägypten. Mattenbildend, mit niederliegenden Trieben, Warzen spitz, mit relativ kurzem Blütenstandsstiel, die Nebenkrone ist dunkelpurpur, rot bis gelblich-purpurn

Die Art wurde noch bis vor kurzem zur Gattung Caralluma gestellt. Plowes (1995) reaktivierte für den Formenkreis um Apteranthes europaea die bisher als Synonym von Caralluma aufgefasste Gattung Apteranthes J. C. Mikan.